# 纳米比亚嗜硫珠菌
奈米比亞嗜硫珠菌（Thiomargarita namibiensis）為革蘭氏陰性的球狀變形菌，發現於納米比亞大陸架的海洋沉澱物中。它是目前發現最大的細菌，半徑0.1—0.3 mm（100—300 µm），有時達0.75 mm（750 µm）。 納米比亞嗜硫珠菌的細胞大到可用肉眼觀察，雖然它是有記錄最大的細菌，但于刺尾魚腸道內發現的费氏刺骨鱼菌較其稍長，但更窄。納米比亞嗜硫珠菌與費氏刺骨魚菌皆具有極度多倍體(extreme polyploidy)。至于已知基因體最小的細菌為Candidatus。
Thiomargarita意為“硫磺珍珠”，根據其細胞的外觀而命名，其細胞中包含硫磺微粒，并散射入射光，使細胞反射出珍珠般的光澤。象許多球菌（如鏈球菌）一樣，它們細胞分裂時，細胞排成一個單軸，呈鏈狀，這樣更加像珍珠鏈。其種加詞namibiensis意為“納米比亞產的”。

## 外部連結
- Macrophoto of Thiomargarita namibiensis （页面存档备份，存于）